# Мушковиці
Мушковиці (пол. Muszkowice) — село в Польщі, у гміні Цепловоди Зомбковицького повіту Нижньосілезького воєводства.
Населення — 205 осіб (2011).
У 1975-1998 роках село належало до Валбжиського воєводства.

## Демографія
Демографічна структура станом на 31 березня 2011 року:
|          | Загалом | Допрацездатний вік | Працездатний вік | Постпрацездатний вік |
| -------- | ------- | ------------------ | ---------------- | -------------------- |
| Чоловіки | 102     | 15                 | 77               | 10                   |
| Жінки    | 103     | 10                 | 64               | 29                   |
| Разом    | 205     | 25                 | 141              | 39                   |